# André Gedalge
André Gedalge /ɑ̃'dʁe ʒə'dalʒ/ (Parigi, 27 dicembre 1856 – Chessy, 5 febbraio 1926) è stato un compositore e insegnante francese.

## Biografia
Gedalge studiò sotto la guida di Ernest Guiraud al Conservatorio di Parigi e nel 1886 vinse il Prix de Rome. Dal 1905 insegnò contrappunto e fuga al conservatorio.
Fu maestro di George Enescu, Maurice Ravel, Arthur Honegger, Darius Milhaud, Jacques Ibert, Florent Schmitt, André Bloch e Charles Koechlin.
Gedalge compose opere e balletti, quattro sinfonie, un concerto per pianoforte e orchestra, musica da camera ed alcune mélodies; il suo nome è ricordato soprattutto per una sua importante opera teorica, il Trattato della fuga, ancora oggi correntemente (e tristemente) utilizzato nei conservatori.

## Composizioni
- Le Petit Savoyard, Pantomime (1891)
- Hélène, dramma lirico (1893)
- Pris au piège, opera comica (1895)
- Phoebé, balletto (1900)
- Traité de la fugue (1901)